# Meylan
 Meylan  es una localidad y comuna de Francia, en la región de Ródano-Alpes, departamento de Isère, en el distrito de Grenoble. Es la cabecera y mayor población del cantón de su nombre.
Su población en el censo de 2007 era de 17 200 habitantes. Forma parte de la aglomeración urbana de Grenoble.
Está integrada en la Communauté d'agglomération Grenoble Alpes Métropole.

## Geografía
Meylan es una ciudad grenoblesa situado en el valle de Grésivaudan.
Sobre las estribaciones de massif de la Chartreuse, dominada por San Eynard, hace frente al massif de Belledonne.
El municipio es atravesado por el río Isère. Su superficie es de 12,32 km²

## Demografía
| 937 | 1 074 | 978 | 1 002 | 1 179 | 1 211 | 1 169 | 1 097 | 1 072 | 1 049 | 1 094 | 1 118 | 1 082 | 1 015 | 1 014 | 905 | 930 | 874 | 879 | 911 | 934 | 950 | 1 021 | 1 129 | 1 236 | 1 717 | 3 113 | 6 534 | 12 122 | 14 561 | 17 863 | 18 741 | 17 200 |
| Para los censos de 1962 a 1999 la población legal corresponde a la población sin duplicidades (Fuente: INSEE [Consultar]) |       |     |       |       |       |       |       |       |       |       |       |       |       |       |     |     |     |     |     |     |     |       |       |       |       |       |       |        |        |        |        |        |

## Hermanamientos
- Reino Unido, Didcot. Hermanamiento firmado en 1985.
- Estados Unidos de América, Gonzales. Hermanamiento firmado en 1985.
- Alemania, Planegg. Hermanamiento firmado en 1985.